# Scaligeria allioides
Scaligeria allioides är en flockblommig växtart som beskrevs av Carl Georg Oscar Drude. Scaligeria allioides ingår i släktet Scaligeria och familjen flockblommiga växter. Inga underarter finns listade i Catalogue of Life.